# Срацимир (деспот)
Вижте пояснителната страница за други личности с името Срацимир.
Срацимир (на среднобългарски: Сраѯимиръ) е български аристократ от 13 век, деспот и основател на династията Срацимировци, клон на династията Шишмановци. Баща на цар Иван Александър.
За миналото на Срацимир преди 20-те години на XIV в. не се знае абсолютно нищо, но има основания да се предполага, че българският аристократ е бил крупен феодал в областта на Карвуна (дн. Балчик) или Крън, където води, подобно на много други балкански благородници от периода, полунезависимо управление и политика. Към това заключение се насочва проф. Г. Атанасов, който позовава твърдението си на документираното отцепване на Варненската митрополия от лоното на Търновската патриаршия, което според него е индикатор за властовото обособяване на Карвунското княжество под управлението на деспот Срацимир. 
Първата указателна насока за Срацимир получаваме от хрониката на император Йоан Кантакузин, който посочва, че след дворцовия преврат в България през 1331 година, „българите посочили за свой цар Александър, племенника на царувалия преди това Михаил и син на Срацимир“ (на средногръцки: έκεϊνοι δέ äµα καi τοùς άλλους πείσαντεσ δυνατύς τών Μυσών, τών άδελφιδοϋν τοΰ προβεβασιλευκότος Μιχαήλ, Άλέξavdρoυ τύν Ʃτρευντζιμήρου άπέδειξαν βασιλέα έυωτών.). Следователно, цар Иван Александър е племенник по майчина линия на покойния цар Михаил III Шишман, а майка му Кераца Петрица е сестра на Михаил.
От Бориловия синодик получаваме друга малка частица от пъзела на миналото на последната българска династия – там откриваме кратката бележка „На деспот Страцимир и на неговите братя Радослав и Димитър – вечна памет!“.  Предвид датирането на добавката към Бориловия синодик, по времето на възкачването на Иван Александър като цар на България през 1331 година Срацимир вече е покойник. 
Бащата на Иван Александър ловко лавира в политическото надиграване в периода 1321 – 1323 година, когато само за три години върху търновския престол се сменят трима български царе. По всяка вероятност именно в посочения времеви отрязък Срацимир е удостоен с титлата деспот, макар да е невъзможно да се установи със сигурност кой от владетелите му я въздава. 
За местоположението на Срацимировите владения има две хипотези сред изследователите, изхождайки от владенията на наследилата го негова съпруга деспина Кераца. Тя управлява или в Крън, или в Карвуна, като мненията на изследователите се различават, в зависимост от разночетенето на топонима Карнона (на латински: Carnonen[sis]). Обикновено се приема, че резиденцията е била в старопланинската Крънска крепост. Според едно запазено писмо на папа Бенедикт XII до Кераца от 13 юли 1337 г., в което той ѝ благодари, че се е обърнала към католицизма, и я призовава да положи усилия и за обръщането на сина ѝ Иван Александър, наречен от папата magnifcum virum Alexandrum regem Bulgariae. В писмото си папата се обръща към нея като към „дукесата на Карнона“. Изследвайки този откъс от писмото, историкът Йордан Андреев изказва виждането, че владенията на Кераца Петрица и Срацимир са се намирали в областта Карвуна (дн. Каварна), което може да обясни приемането на „латинската вяра“ от деспотицата, тъй като черноморският басейн е област на усилена дейност на католическите ордени. Тази хипотеза е възприета и доразвита от Пламен Павлов, Георги Атанасов и др. Освен това не могат да бъдат пренебрегнати и тесните връзки на Карвунското (Добруджанското) деспотство с Република Генуа и Венеция.
По отношение на родословието на Кераца Петрица доцент Петър Николов-Зиков изказва интересно предположение за произхода на Срацимировци, Кераца принадлежи не към рода на Асеневци, а към една от най-старите и благородни византийски фамилии, тази на Синадините, сродени с династията на Комнините. Според хипотезата на Николов-Зиков, тя е сестра на Теодор Синадин и съответно дъщеря на Йоан Комнин Ангел Дука Синадин и след неосъществения ѝ годеж с българския цар Тодор Светослав е омъжена за друг високопоставен български аристократ – Срацимир. Пак според него царският произход на Иван Александър по линия на Асеневци се извежда съответно не по линия на майка му Кераца Петрица, а именно по линия на баща му Срацимир, за който обикновено се счита, че е с неизвестен произход д-р Николов-Зиков допуска, че Срацимир е с кумнаско-български произход, син на Шишман I от първия му брак с вдовицата на деспот Яков Светослав, неизвестна по име внучка на Иван Асен II, дъщеря на Теодор II Ласкарис и Елена Асенина. Тази хипотеза дава обясние на твърдението, че Иван Алексадър е с царски произход, както по линия на майка си Кераца (Синадини, Комнини), така и по линия на баща си Срацимир (Шишмановци, Асенвеци, Ласкариди). Предположението противоречи изцяло на историческите извори и по-конкретно на "История" на Йоан Кантакузин, съвременник на събитията, според който майката на Иван Александър е сестра на Михаил III Шишман.

## Семейство
деспот Срацимир е женен за Кераца Петрица. От нея има 5 деца, някои от които играят важна роля в политическия живот на Балканите през 14 в.:
- Иван Александър, става деспот на Ловеч и по-късно цар на България;
- Елена Българска, става царица на Сърбия, съпруга на цар Стефан Душан;
- Иван Комнин, става деспот на Княжество Валона (на крайбрежието на Адриатическо море);
- Михаил, става деспот на Крън;
- Теодора, пребивава в сръбския кралски двор при сестра си и зет си Стефан Душан.